# Umeå (Gemeinde)
Koordinaten: 63° 50′ N, 20° 16′ O

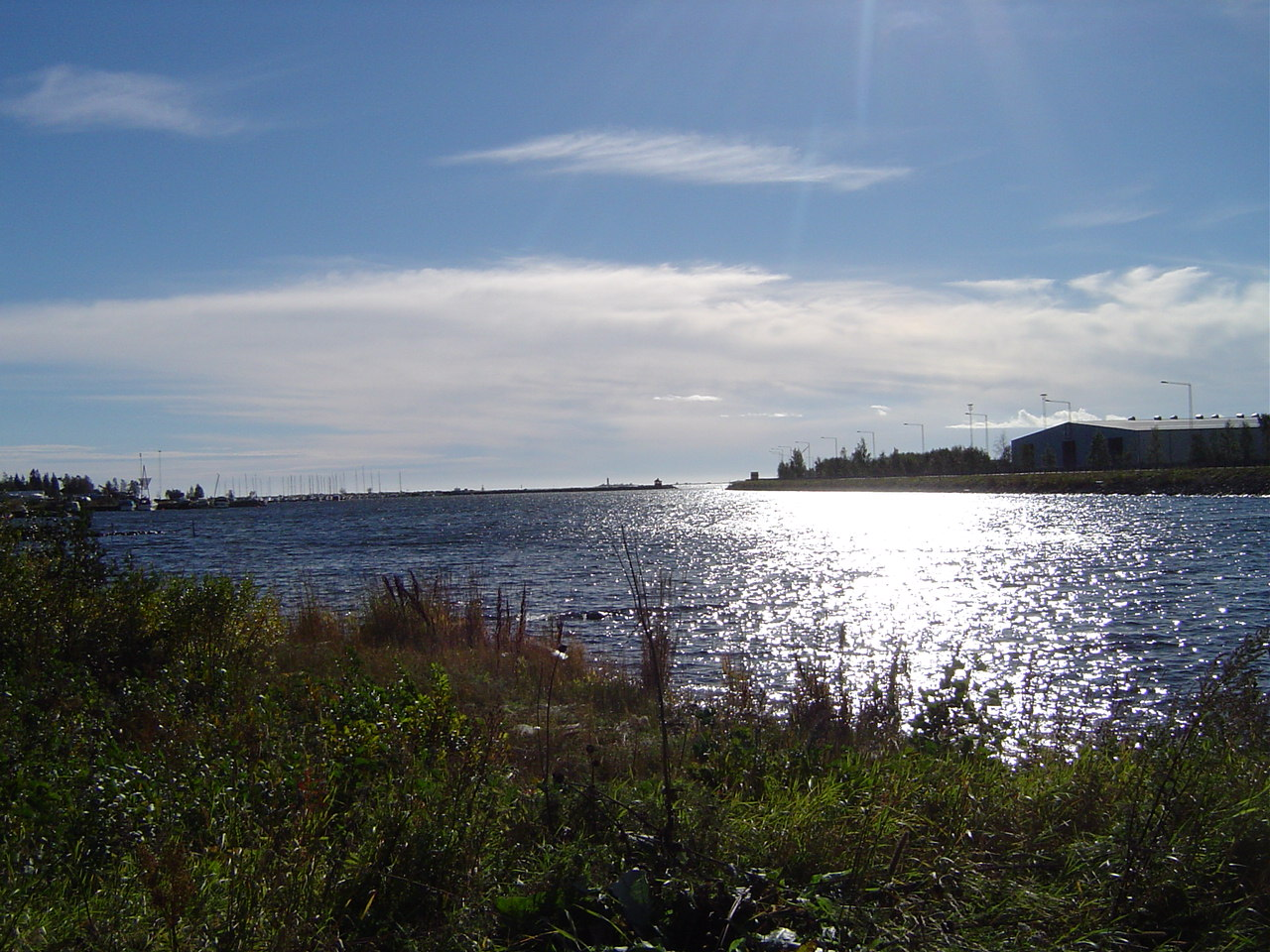
Blick von Holmsund auf die Ostsee

Umeå ist eine Gemeinde (schwedisch kommun) in der schwedischen Provinz Västerbottens län sowie den historischen Provinzen Västerbotten und – auf einer kleinen Fläche im Südteil der Gemeinde – Ångermanland. Der Hauptort der Gemeinde ist Umeå.
Durch die Gemeinde führen die Europastraßen E4 und E 12, die Eisenbahnlinie Holmsund–Vännäs und der Blaue Weg (schwed. Blå Vägen).

## Geographie
Die Gemeinde erstreckt sich etwa 70 Kilometer entlang der Küste des Bottnischen Meerbusens und bis zu 60 Kilometer in das Landesinnere. Der Küste vorgelagert sind die Schären der Inselgruppe Holmöarna rund um Holmön in der Kvarken-Region. Folgende größeren Orte (tätorter) gehören zur Gemeinde: Ersmark, Holmsund, Hörnefors, Innertavle, Obbola, Röbäck, Sävar, Sörfors, Stöcke, Täfteå und Tavelsjö. Das Gemeindegebiet wird durch den Fluss Ume älv geteilt, der bei Umeå in die Ostsee mündet.

## Geschichte
1622 wurde die Stadt von Gustav II. Adolf gegründet. 1888 brannten große Teile der Stadt nieder.

## Wirtschaft
Umeå ist eine ausgeprägte Verwaltungs- und Dienstleistungsgemeinde. Nur etwa 12 Prozent der Arbeitnehmer arbeiten in der Industrie. Industriestandorte sind Umeå, Holmsund und Obbola. Bei Holmsund liegt auch der Hafen mit einer täglichen Fährverbindung nach Vaasa in Finnland.

## Sehenswürdigkeiten
Abgesehen von der Stadt Umeå sind noch Klabböle und Sörfors nordwestlich der Stadt zu erwähnen. In Klabböle liegt das älteste Kraftwerk des Ume älv, das von 1899 bis 1956 in Betrieb war und heute Museum ist. In Sörfors befindet sich Schwedens größtes Wasserkraftwerk Stornorrfors. Es kann im Sommer besichtigt werden. Mitte Juli wird der Stornorrfors Fallens Dag veranstaltet, an dem die Überläufe der Staumauer geöffnet werden. Hier befindet sich auch die längste Lachstreppe Schwedens, die es den Lachsen ermöglicht, die Staumauer auf ihrem Zug flussaufwärts zu passieren.
Der Umeleden ist ein rund 30 km langer Weg, der mit dem Auto, Fahrrad oder zu Fuß entlang des Ume älv begangen werden kann.
- Grössjöns Naturreservat
- Tavelsjoleden (30-km-Wanderweg zum Tavelsjöberget)
- Strömbäck Kont: Naturschutzgebiet 20 km SO von Umeå

### Museen
- Freilichtmuseum, in dem im Sommer Tätigkeiten aus dem 19. Jahrhundert vorgeführt werden
- Västerbottenmuseum (Kunsthistorisches Museum)
- Bildmuseum (Zeitgenössische Kunst)
- Skärgårdens Sägewerksmuseum
- Motorradmuseum
- Baggböle herrgård: Herrenhaus aus dem 19. Jahrhundert mit historischem Sägewerk und Wasserkraftwerk